# 크벤인
크벤인(핀란드어: kveeni 크베니[*], 노르웨이어: kvener, 스웨덴어: kväner, 북부 사미어: kveanat)은 노르웨이에 사는 핀족계 소수민족이다. 18세기-19세기에 핀란드 북부에서 노르웨이 북부로 이주한 핀인들을 조상으로 한다. 2005년 크벤어가 노르웨이의 소수민족 언어로 인정되었다.

## 같이 보기
- 삼림핀인